# لیو جونلین
لیو جونلین (انگلیسی: Liu Junlin؛ زادهٔ ۱۳ مارس ۱۹۶۳) جودوکار اهل چین بود. وی در بازی‌های المپیک تابستانی ۱۹۸۴ و ۱۹۸۸ شرکت کرده است.